# Барбара Стэнвик
Барбара Стэнвик (англ. Barbara Stanwyck, урождённая Руби Кэтрин Стивенс (англ. Ruby Catherine Stevens); 16 июля 1907, Бруклин — 20 января 1990, Санта-Моника) — американская актриса, модель и танцовщица, которая была особенно популярна в 1930-х — 1940-х годах.
Став сиротой в возрасте четырёх лет, Стэнвик частично воспитывалась в приёмных семьях, постоянно работала. Один из её режиссёров, Жак Турнеур, сказал о Стэнвик: «Она живёт только двумя вещами, и обе они — работа». Стэнвик начала свою профессиональную карьеру в 1923 году, появившись в 16 лет на сцене в хоре как девушка Зигфелда и в течение нескольких лет играла в пьесах. Затем она сыграла свою первую главную роль в «Бурлеске» (1927), став звездой Бродвея. Крупный прорыв актрисы в кино произошёл в 1930 году, когда Франк Капра выбрал её для своей романтической драмы «Дамы для досуга», после чего к ней начали поступать предложения сняться в главных ролях других фильмов.
Актёрская карьера Стэнвик складывалась удачно как в кино, так и на телевидении. Она была фавориткой таких режиссёров, как Сесил Б. Демилль, Фриц Ланг и Франк Капра. За 38 лет работы в кино она снялась в 85 фильмах, а затем перешла на телевидение.
В 1937 году она исполнила главную роль в фильме «Стелла Даллас» и получила свою первую номинацию на премию «Оскар» за лучшую женскую роль. В 1941 году она снялась в двух успешных эксцентричных комедиях: «С огоньком» с Гэри Купером (вторая номинация на «Оскар») и «Леди Ева» с Генри Фондой. Фонда и Стэнвик также снялись в другой романтической комедии «Ты принадлежишь мне» (1941).
К 1944 году Стэнвик стала самой высокооплачиваемой женщиной в США. Она снялась вместе с Фредом Макмюрреем в нуаре «Двойная страховка» (1944), сыграв женщину, которая убеждает продавца страховых полисов убить её мужа. Стэнвик воплотила в этом фильме один из самых ярких образов femme fatale в истории кинематографа; широко распространялось мнение, что актриса должна была выиграть статуэтку «Оскара» за эту роль, а не просто быть номинированной, однако победу тогда одержала другая легенда кино Ингрид Бергман. Четвёртый раз на «Оскар» актриса выдвигалась за ещё один фильм-нуар «Извините, ошиблись номером» (1948). В 1960-х годах Стэнвик перешла на телевидение, где за свои работы она выиграла три премии «Эмми» — за сериалы «Шоу Барбары Стэнвик» (1961), «Большая долина» (1966) и «Поющие в терновнике» (1983).
В 1982 году Барбара Стэнвик получила почётный «Оскар» с формулировкой «за превосходное творчество и уникальный вклад в искусство актёрской игры», а спустя четыре года — премию Сесиля Б. Де Милля за выдающиеся заслуги в кинематографе. Также является обладательницей нескольких других почетных пожизненных наград, в том числе Звезды на голливудской «Аллее славы». Американский институт киноискусства поставил Стэнвик на 11-е место в списке величайших актрис в истории Голливуда.

## Ранние годы
Будущая актриса, при рождении получившая имя Руби, появилась на свет 16 июля 1907 года в Нью-Йорке в семье каменщика Байрона Стивенса, родители которого эмигрировали в США из Великобритании, и его супруги, ирландки Кэтрин Макги. У них было пятеро детей, и Руби была младшим ребёнком. В 1910 году, когда девочке было три года, её мать погибла после того, как пьяный прохожий толкнул её под колеса трамвая. Вскоре после трагедии отец оставил семью и уехал на строительство Панамского канала, где и скончался около 1914 года. После его отъезда Руби и её брат Малкольм попали в приёмные семьи. В 1915 году, когда Руби было восемь лет, её старшая сестра Милдред — до того она оказывала младшим братьям и сестрам материальную помощь со скудных доходов хористки — забрала её на три года к себе.

## Карьера
В возрасте 13 лет Руби бросила школу и стала подрабатывать — заворачивала покупки в универмаге, была мелкой служащей в телефонной компании с жалованием в 14 долларов в неделю, затем её взяли на место машинистки в студии звукозаписи «Remick Music Company» на Манхэттене. По протекции своего коллеги с работы Руби стала танцевать в ночном клубе Strand Roof. На неё обратили внимание, и в 1923 году она стала выступать в шоу Зигфельда и в театре Шуберта.
После того, как друзья познакомили Руби с драматургом Уиллардом Маком, он пригласил девушку в свою новую постановку «Петля» и начал учить её актёрскому мастерству. Именно с подачи Мака она взяла псевдоним — Барбара Стэнвик. Спектакль, премьера которого состоялась 20 октября 1926 года, с большим успехом прошёл на Бродвее, а игра Барбары получила восторженные отзывы критиков. В тот же период актриса начала встречаться с Рексом Черрименом, своим партнером по сцене. Далее ею заинтересовался кинопродюсер Боб Кейн, и Барбара получила небольшую роль танцовщицы в немом фильме «Ночи Бродвея». Эта картина стала её дебютом в кино.
Первую полноценную кинороль Стэнвик сыграла в «Закрытой двери» (1929) производства United Artists. В следующем году она получила главную роль в фильме Фрэнка Капры «Дамы для досуга», который принёс ей известность, а у Капры Стэнвик позже снялась ещё в четырёх фильмах. В «Дамах для досуга» публике впервые был предъявлен образ, который Стэнвик сохранила на протяжении своей карьеры: по словам Энтони Лейна, в кадре невысокая актриса как правило смотрела на мужчин снизу вверх, но было очевидно, что она интеллектуально их превосходит и на самом деле смотрит сверху вниз. В начале 1930-х Стэнвик снялась ещё в нескольких фильмах, характерных для периода до введения кодекса Хейса: «Ночная сиделка» (1931), «Мордашка» и «Леди, о которых говорят» (оба — 1933). Наиболее скандальным из них была «Мордашка», героиня которой шла на вершину общества по соблазнённым ею мужчинам.
В четырёх фильмах экранным партнёром Стэнвик был Фред Макмюррей, в том числе — в «Двойной страховке» (1944), где Стэнвик сыграла классическую роковую женщину нуара. В то же время широта актёрского диапазона позволяла Стэнвик играть и в комедиях. «Леди Еву» (1941) Лейн называет «одним из самых раскрепощённо смешных фильмов всех времён».
В 1944 году Стэнвик была самой высокооплачиваемой актрисой Голливуда, получая 400 тысяч долларов в год.
На закате кинокарьеры она снялась в телесериале «Большая долина», роль в котором принесла ей премию «Эмми».
Последний раз Стэнвик появилась в культовом телесериале Аарона Спелинга «Династия» (6 сезон) и в его спин-оффе «Семья Колби». Стэнвик предстала в роли экстравагантной и мудрой Констанс Колби. Но в конце первого сезона Стэнвик покинула сериал «Семья Колби» из-за конфликта с продюсерами. Её персонаж погибает за кадром во втором сезоне. Больше Стэнвик не снималась.

## Личная жизнь
Первый муж (1928—1935) — Фрэнк Фэй (1891—1961) — актёр театра и кино, комик. Приёмный сын — Энтони Дион Фэй (1932—2006).
Второй муж (1939—1952) — Роберт Тейлор (1911—1969) — актёр кино и телевидения. В этом браке детей не было.

## Смерть
Стэнвик скончалась 20 января 1990 года в одной из клиник Санта-Моники от сердечной недостаточности и хронической обструктивной болезни лёгких.

## Фильмография
| Год       | На русском                      | На языке оригинала               | Роль                                    |
| 1985—1986 | Династия 2: Семья Колби         | The Colbys                       | Констанс Колби                          |
| 1985      | Династия                        | Dynasty                          | Констанс Колби                          |
| 1983      | Поющие в терновнике             | The Thorn Birds                  | Мэри Карсон                             |
| 1965      | Разнорабочий                    | Roustabout                       | Мэгги Морган                            |
| 1962      | Прогулка по беспутному кварталу | Walk on the Wild Side            | «мамочка» борделя Джо Кортни            |
| 1957      | Преступление страсти            | Crime of Passion                 | Кэти Фергюсон Дойл                      |
| 1954      | Королева скота из Монтаны       | Cattle Queen of Montana          | Сьерра-Невада Джонс, скотопромышленница |
| 1954      | Свидетель убийства              | Witness to Murder                | Шерил Дрэйпер                           |
| 1953      | Титаник                         | Titanic                          | Джулия Стерджес                         |
| 1953      | Опасность                       | Jeopardy                         | Хелен Стилвин                           |
| 1952      | Стычка в ночи                   | Clash by Night                   | Мэй Дойл д’Амато                        |
| 1951      |                                 | The Man with a Cloak             | Лорна Бонти                             |
| 1950      |                                 | To Please a Lady                 | Регина Форбс                            |
| 1950      |                                 | The Furies                       | Ванс Джеффордс                          |
| 1950      | Не её мужчина                   | No Man of Her Own                | Хелен Фергюсон                          |
| 1950      | Досье Тельмы Джордан            | The File on Thelma Jordon        | Тельма Джордан                          |
| 1949      | Ист-Сайд, Вест-Сайд             | East Side, West Side             | Джесси Борн                             |
| 1949      | Леди играет в азартные игры     | The Lady Gambles                 | Джоан Филлипс Бут                       |
| 1948      | Извините, ошиблись номером      | Sorry, Wrong Number              | Леона Стивенсон                         |
| 1948      |                                 | B.F.'s Daughter                  | Полин Фултон Бретт                      |
| 1947      | Волк-одиночка                   | Cry Wolf                         | Сандра Маршалл                          |
| 1947      | Иная любовь                     | The Other Love                   | Карен Дункан                            |
| 1947      | Две миссис Кэрролл              | The Two Mrs. Carrolls            | Салли Мортон Кэрролл                    |
| 1946      | Калифорния                      | California                       | Лили Бишоп                              |
| 1946      | Невеста была в ботинках         | The Bride Wore Boots             | Салли Уоррен                            |
| 1946      | Странная любовь Марты Айверс    | The Strange Love of Martha Ivers | Марта Айверс                            |
| 1946      | Моя репутация                   | My Reputation                    | Джессика Драммонд                       |
| 1945      | Рождество в Коннектикуте        | Christmas in Connecticut         | Элизабет Лейн                           |
| 1944      | Двойная страховка               | Double Indemnity                 | Филлис Дитрихсон                        |
| 1943      | Плоть и фантазия                | Flesh and Fantasy                | Джоан Стенли                            |
| 1943      | Девушка из шоу                  | Lady of Burlesque                | Дебора Хупл                             |
| 1942      |                                 | The Gay Sisters                  | Фиона Гейлорд                           |
| 1942      |                                 | The Great Man’s Lady             | Ханна Семплер                           |
| 1941      | С огоньком                      | Ball of Fire                     | Кэтри О’Ши                              |
| 1941      | Ты принадлежишь мне             | You Belong to Me                 | Доктор Хелен Хант                       |
| 1941      | Познакомьтесь с Джоном Доу      | Meet John Doe                    | Энн Митчелл                             |
| 1941      | Леди Ева                        | The Lady Eve                     | Джин Харрингтон                         |
| 1940      | Запомни ночь                    | Remember the Night               | Ли Линдер                               |
| 1939      | Золотой мальчик                 | Golden Boy                       | Лорна Мун                               |
| 1939      | Юнион Пасифик                   | Union Pacific                    | Молли Монахан                           |
| 1938      | Безумная мисс Ментон            | The Mad Miss Manton              | Мельса Ментон                           |
| 1938      |                                 | Always Goodbye                   | Марго Вестон                            |
| 1937      | Завтрак для двоих               | Breakfast for Two                | Валентайн Рэнсом                        |
| 1937      | Стелла Даллас                   | Stella Dallas                    | Стелла Мартин Даллас                    |
| 1937      |                                 | This Is My Affair                | Лил Дарея                               |
| 1937      |                                 | Internes Can’t Take Money        | Джанет Хели                             |
| 1936      | Плуг и звёзды                   | The Plough and the Stars         | Нора Клитеро                            |
| 1936      | Банджо на моих коленях          | Banjo on My Knee                 | Перл Эллиот Холли                       |
| 1936      | Жена его брата                  | His Brother’s Wife               | Рита Уилсон Клейбурн                    |
| 1936      | Невеста уходит                  | The Bride Walks Out              | Кэролайн Мартин                         |
| 1936      | Послание к Гарсиа               | A Message to Garcia              | Рафаэлита Мадерос                       |
| 1935      | Анни Окли                       | Annie Oakley                     | Анни Окли                               |
| 1935      | Красный салют                   | Red Salute                       | Дрю ван Аллен                           |
| 1935      | Женщина в красном               | The Woman in Red                 | Шелби Баррет Ватт                       |
| 1934      | Тайная невеста                  | The Secret Bride                 | Рут Винсент                             |
| 1934      |                                 | A Lost Lady                      | Мериэн Омсби Форрестер                  |
| 1934      | Леди-игрок                      | Gambling Lady                    | Леди Ли                                 |
| 1933      | Навеки в сердце                 | Ever in My Heart                 | Мэри Арчер Уилбрант                     |
| 1933      | Мордашка                        | Baby Face                        | Лили Пауэрс                             |
| 1933      | Леди, о которых говорят         | Ladies They Talk About           | Нэн Тейлор                              |
| 1933      | Горький чай генерала Йена       | The Bitter Tea of General Yen    | Меган Дэвис                             |
| 1932      | Закупочная цена                 | The Purchase Price               | Джоан Гордон                            |
| 1932      |                                 | So Big!                          | Селина Пик де Лонг                      |
| 1932      |                                 | Shopworn                         | Китти Лейн                              |
| 1932      | Недозволенное                   | Forbidden                        | Лулу Смит                               |
| 1931      | Чудесная девушка                | The Miracle Woman                | Флоренс Фаллон                          |
| 1931      | Ночная сиделка                  | Night Nurse                      | Лора Харт                               |
| 1931      | Танец за десять центов          | Ten Cents a Dance                | Барбара О’Нил                           |
| 1931      | Недозволенное                   | Illicit                          | Анна Винсент Ивс                        |
| 1931      | Украденные драгоценности        | The Stolen Jools                 | жена Фрэнка Фэя                         |
| 1930      | Дамы для досуга                 | Ladies of Leisure                | Кей Арнольд                             |
| 1929      | Мексиканская роза               | Mexicali Rose                    | Мексиканская роза                       |
| 1929      | Закрытая дверь                  | The Locked Door                  | Энн Картер                              |
| 1927      | Ночи Бродвея                    | Broadway Nights                  | Танцовщица                              |

## Награды и номинации
| Награда        | Год  | Категория                                         | Фильм/Телесериал           | Результат |
| -------------- | ---- | ------------------------------------------------- | -------------------------- | --------- |
| Оскар          | 1938 | Лучшая женская роль                               | Стелла Даллас              | Номинация |
| Оскар          | 1942 | Лучшая женская роль                               | С огоньком                 | Номинация |
| Оскар          | 1945 | Лучшая женская роль                               | Двойная страховка          | Номинация |
| Оскар          | 1949 | Лучшая женская роль                               | Извините, ошиблись номером | Номинация |
| Оскар          | 1982 | Почётная премия                                   |                            | Победа    |
| Золотой глобус | 1966 | Лучшая телевизионная актриса                      | Большая долина             | Номинация |
| Золотой глобус | 1967 | Лучшая телевизионная актриса                      | Большая долина             | Номинация |
| Золотой глобус | 1968 | Лучшая телевизионная актриса                      | Большая долина             | Номинация |
| Золотой глобус | 1984 | Лучшая женская роль в мини-сериале или телефильме | Поющие в терновнике        | Победа    |
| Золотой глобус | 1986 | Премия Сесиля Б. Де Милля                         |                            | Победа    |
| Эмми           | 1961 | Лучшая женская роль в драматическом телесериале   | Шоу Барбары Стэнвик        | Победа    |
| Эмми           | 1966 | Лучшая женская роль в драматическом телесериале   | Большая долина             | Победа    |
| Эмми           | 1967 | Лучшая женская роль в драматическом телесериале   | Большая долина             | Номинация |
| Эмми           | 1968 | Лучшая женская роль в драматическом телесериале   | Большая долина             | Номинация |
| Эмми           | 1983 | Лучшая женская роль в мини-сериале или фильме     | Поющие в терновнике        | Победа    |

### на английском языке
- Callahan, Dan (2012). Barbara Stanwyck: The Miracle Woman. Jackson: University Press of Mississippi, 272 pages, ill. ISBN 978-1-6170-3183-0
- Diorio, Al (1983). Barbara Stanwyck: A Biography. New York: Coward, McCann, 249 pages. ISBN 978-0-6981-1247-6
- Kashner, Sam; Macnair, Jennifer (2003). The bad & the beautiful: Hollywood in the fifties. W. W. Norton & Company, 382 pages. ISBN 978-0-3933-2436-5
- Monush, Barry (2003). The Encyclopedia of Hollywood Film Actors: From the Silent Era to 1965, Volume 1. Applause Theatre & Cinema Books, 832 pages. ISBN 978-1-5578-3551-2
- Ragan, David (1976). Who’s Who in Hollywood, 1900—1976. New Rochelle, New York: Arlington House, 864 pages. ISBN 978-0-8700-0349-3
- Smith, Ella (1985). Starring Miss Barbara Stanwyck. New York: Random House, 370 pages, ill. ISBN 978-0-5175-5695-5
- Wayne, Jane E. (2009). Life and Loves of Barbara Stanwyck. London: JR Books Ltd., 256 pages. ISBN 978-1-9062-1794-5
- Wilson, Victoria (2013). A Life of Barbara Stanwyck: Steel-True 1907–1940. New York: Simon & Schuster, 1056 pages, ill. ISBN 978-0-6848-3168-8